# Черкесов Ішу Ортабайович
Ішу Ортабайович Черке́сов (1900, село Кашхатау Терської області, тепер Черецького району Кабардино-Балкарії, Російська Федерація — 16 березня 1944, виправно-трудовий табір) — радянський діяч, голова виконавчого комітету рад Кабардино-Балкарської АРСР, голова Ради народних комісарів Кабардино-Балкарської АРСР. Депутат Верховної Ради СРСР 1-го скликання (1937—1938).

## Біографія
Народився в селянській родині.
Член РКП(б) з 1925 року.
У 1931—1933 роках — завідувач Кабардино-Балкарського обласного фінансового відділу.
У 1933—1934 роках — 1-й секретар Балкарського районного комітету ВКП(б) Кабардино-Балкарської автономної області.
У 1934—1937 роках — голова виконавчого комітету Кабардино-Балкарської обласної ради. У 1937 — 26 липня 1938 року — голова виконавчого комітету Рад Кабардино-Балкарської АРСР.
26 липня — 15 листопада 1938 року — голова Ради народних комісарів Кабардино-Балкарської АРСР.
15 листопада 1938 року заарештований органами НКВС. 19 жовтня 1940 року засуджений до 15 років позбавлення волі і 5 років поразки в правах. Помер у виправно-трудовому таборі. Реабілітований.